# Kupang
Kupang és la capital de la província indonèsia de Nusa Tenggara Oriental i la ciutat i el port més grans de l'illa de Timor. Kupang és al Timor Occidental, i el 2020 comptava amb una població estimada de 442.758 habitants. Kupang forma part de la zona de llire comerç del triangle de creixement Timor Oriental-Indonèsia-Austràlia.
Com a capital de la província, els enllaços de transports i administratius entre Kupang i les illes aïllades són extensos. Kupang va ser un port i una base de comerç molt important durant l'època de la colonització dels portuguesos i els holandesos. Encara hi ha ruïnes i vestigis que testimonien la presència de la colonització en aquesta ciutat.
Kupang va servir com un lloc important per a l'aterratge i el subministrament de combustible als avions en ruta entre Europa i Austràlia a principis de segle xx. També va ser un lloc important durant el conflicte de Timor Oriental.

## Clima
Kupang té un clima de la sabana (Aw) segons la classificació climàtica de Köppen. A diferència de moltes ciutats fora d'Indonèsia amb aquest tipus de clima, les temperatures de Kupang varien poc entre l'estació càlida (octubre a març) i l'estació fresca (abril a setembre). L'octubre és el més més calorós (temperatura mitjana de 28,8 °C), i el juliol és el mes més fresc (temperatura mitjana de 26,1 °C). La ciutat té estacions tant extremadament seques com humides. El gener és el més amb més precipitació (386 mm), mentre que l'agost i el setembre són els períodes més secs, amb un total de 2 mm de precipitació.
| Paràmetres climàtics mitjans de Kupang (1991-2020) | Paràmetres climàtics mitjans de Kupang (1991-2020) | Paràmetres climàtics mitjans de Kupang (1991-2020) | Paràmetres climàtics mitjans de Kupang (1991-2020) | Paràmetres climàtics mitjans de Kupang (1991-2020) | Paràmetres climàtics mitjans de Kupang (1991-2020) | Paràmetres climàtics mitjans de Kupang (1991-2020) | Paràmetres climàtics mitjans de Kupang (1991-2020) | Paràmetres climàtics mitjans de Kupang (1991-2020) | Paràmetres climàtics mitjans de Kupang (1991-2020) | Paràmetres climàtics mitjans de Kupang (1991-2020) | Paràmetres climàtics mitjans de Kupang (1991-2020) | Paràmetres climàtics mitjans de Kupang (1991-2020) | Paràmetres climàtics mitjans de Kupang (1991-2020) |
| Mes                                                | Gen.                                               | Feb.                                               | Mar.                                               | Abr.                                               | Mai.                                               | Jun.                                               | Jul.                                               | Ago.                                               | Set.                                               | Oct.                                               | Nov.                                               | Des.                                               | Anual                                              |
| -------------------------------------------------- | -------------------------------------------------- | -------------------------------------------------- | -------------------------------------------------- | -------------------------------------------------- | -------------------------------------------------- | -------------------------------------------------- | -------------------------------------------------- | -------------------------------------------------- | -------------------------------------------------- | -------------------------------------------------- | -------------------------------------------------- | -------------------------------------------------- | -------------------------------------------------- |
| Temperatura diària màxima °C (°F)                  | 30,8 (87,4)                                        | 30,8 (87,4)                                        | 31,4 (88,5)                                        | 32,8 (91)                                          | 32,5 (90,5)                                        | 31,5 (88,7)                                        | 31,6 (88,9)                                        | 32,2 (90)                                          | 33,5 (92,3)                                        | 34,2 (93,6)                                        | 33,8 (92,8)                                        | 31,6 (88,9)                                        | 32,2 (90)                                          |
| Temperatura diària mínima °C (°F)                  | 23,7 (74,7)                                        | 23,5 (74,3)                                        | 23,2 (73,8)                                        | 23,2 (73,8)                                        | 22,9 (73,2)                                        | 22,1 (71,8)                                        | 21,5 (70,7)                                        | 21,1 (70)                                          | 21,5 (70,7)                                        | 22,7 (72,9)                                        | 23,8 (74,8)                                        | 23,9 (75)                                          | 22,8 (73)                                          |
| Font: https://cuacalab.id/cuaca_kupang/            |                                                    |                                                    |                                                    |                                                    |                                                    |                                                    |                                                    |                                                    |                                                    |                                                    |                                                    |                                                    |                                                    |